# Carichí (kommun)
Carichí är en kommun i Mexiko.   Den ligger i delstaten Chihuahua, i den nordvästra delen av landet, 1 200 km nordväst om huvudstaden Mexico City. Arean är 2 782 kvadratkilometer.
Terrängen i Carichí är huvudsakligen kuperad, men österut är den bergig.
Följande samhällen finns i Carichí:
- Tajirachi
- Guacareachi
- San José Baqueachi
- Ranchería Tecubichi
- El Álamo de Ojos Azules
- Ojos Azules
- Huisarórare
- Narárachi
- El Consuelo
- Ojo del Buey
- Norogachi de Mamorachi
- Chineachi